# Nepenthes treubiana
Nepenthes treubiana este o specie de plante carnivore din genul Nepenthes, familia Nepenthaceae, ordinul Caryophyllales, descrisă de Otto Warburg. Conform Catalogue of Life specia Nepenthes treubiana nu are subspecii cunoscute.

## Galerie de imagini

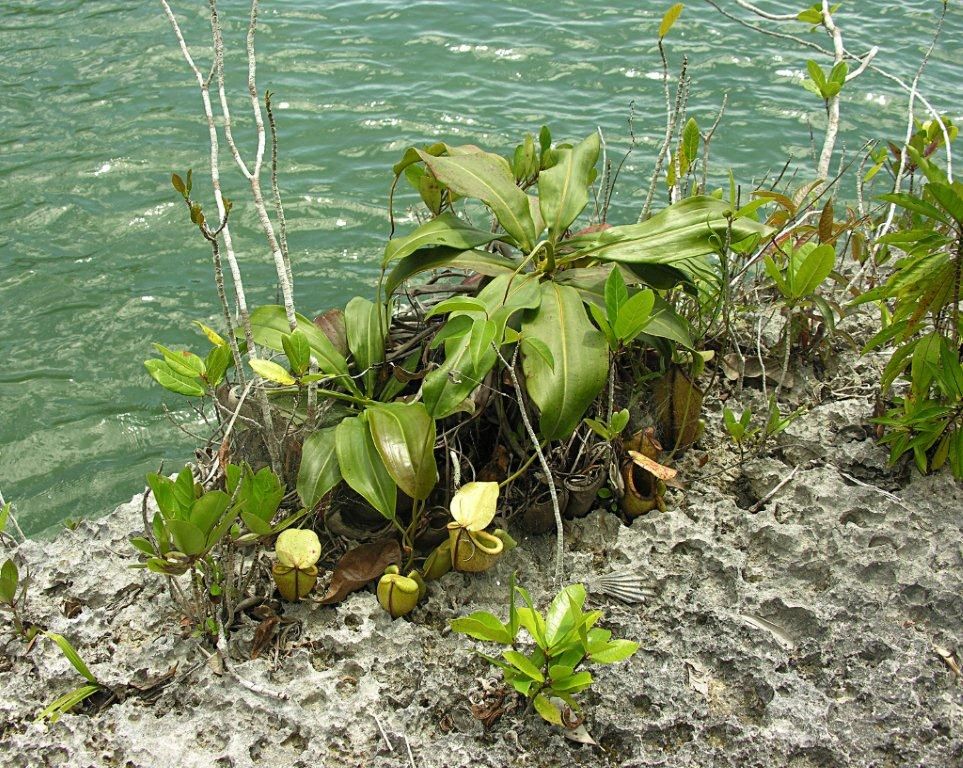